# Пчёлка (Воронежская область)
Пчёлка — упразднённая деревня в Новоусманском районе Воронежской области. На момент упразднения входила в состав Усманского 2-го сельского поселения. В 1994 году включена в состав деревни Парусное.

## География
Пчёлка располагалась на левобережье заболоченной поймы реки Хава, на расстоянии примерно 1 км к северо-западу от деревни Парусное. В настоящее время представляет собой улицу Луговую деревни Парусное.

## История
Постановлением Администрации Воронежской области от 27 апреля 1994 года № 559 деревни Пчёлка и Парусное объединены в один населённый пункт — деревня Парусное.